# Onthophagus koebelei
Onthophagus koebelei är en skalbaggsart som beskrevs av Blackburn 1903. Onthophagus koebelei ingår i släktet Onthophagus och familjen bladhorningar. Inga underarter finns listade i Catalogue of Life.